# Gabes (Pèrsia)
Gabes (grec antic: Γάβαι, Gabe; llatí: Gabae) fou un dels palaus reials de Pèrsia, situat segons Estrabó a l'interior de Persis, prop de Pasàrgada. Ha estat identificat amb Gay o Jay, l'antic nom de la ciutat actualment coneguda com a Esfahan (Iran).